# Andrea Cecconi
Andrea Cecconi (Pesaro, 28 febbraio 1984) è un politico italiano, deputato alla Camera nella XVII e XVIII legislatura della Repubblica Italiana, eletto con il Movimento 5 Stelle per poi essere espulso per il caso dei rimborsi truccati nel 2018.

## Biografia
Nato il 28 febbraio 1984 a Pesaro, in provincia di Pesaro e Urbino, laureato in scienze infermieristiche, alle elezioni politiche del 2013 viene candidato alla Camera dei Deputati, tra le liste del Movimento 5 Stelle (M5S) nella circoscrizione Marche, ed eletto deputato. Nella XVII legislatura della Repubblica è stato capogruppo per il M5S nella 12ª Commissione Affari sociali, oltre che componente delle stessa commissione e delle commissioni Affari Costituzionali e Difesa.
Dal 25 giugno è vicecapogruppo vicario del movimento alla Camera ottenendo 26 voti e superando i colleghi Giulia Grillo 14 voti, Fabiana Dadone 10 voti e Claudio Cominardi 5 voti. Al ballottaggio vince con 34 voti contro la candidata Grillo, rappresentante dell'area dialogante, con 27 voti.

### Rielezione a deputato
Alle elezioni politiche del 2018 viene ricandidato alla Camera nel collegio uninominale di Pesaro per il M5S, ma in seguito allontanato per il caso dei rimborsi truccati all’interno del M5S. Nonostante l'allontanamento dal M5S, rimane comunque candidato per il M5S a Pesaro, e per quanto non prende più parte alla campagna elettorale, viene rieletto deputato con il 34,98% dei voti contro la candidata del centro-destra Anna Maria Renzoni (28,94%) e del centro-sinistra, in quota PD, il ministro dell'Interno uscente e storico dirigente PDS/DS Marco Minniti (27,66%).
Il risultato di Pesaro (considerata una roccaforte della sinistra) è stato sorprendente, oltreché a rappresentare l'enorme plebiscito del M5S su la netta sconfitta del Partito Democratico, e ha confermato quello che dicevano diversi studi realizzati prima del voto: che pochissimi elettori conoscevano i candidati del loro collegio e che le motivazioni politiche nazionali avrebbero prevalso su quelle locali.
Nel corso della XVIII legislatura è stato componente della 2ª Commissione Giustizia, della 12ª Commissione Affari sociali e della Commissione parlamentare d'inchiesta sui fatti accaduti presso la comunità "Il Forteto".
In quanto fuori dall'M5S, aderisce al gruppo misto; il 20 aprile 2018 entra a far parte della sua componente del gruppo misto "MAIE-Movimento Associativo Italiani all'Estero". Il 6 giugno vota comunque la fiducia al governo Conte I tra Movimento 5 Stelle e Lega.
Il 10 marzo 2021 aderisce alla componente nel gruppo misto "Facciamo ECO-Federazione dei Verdi" creata dalla deputata Rossella Muroni.

## Controversie
Un'inchiesta del programma televisivo Le Iene scopre che alcuni parlamentari del Movimento 5 Stelle, tra cui Cecconi che prende di mira in particolare, hanno truffato il partito non versando o fingendo di versare la quota di stipendio che tutti gli eletti del M5S sono tenuti a versare in un fondo per il microcredito gestito dal Ministero dell'Economia e delle Finanze. Cecconi ha fatto per via telematica i bonifici, in modo da avere una ricevuta da pubblicare sul sito, per poi revocarli nelle 24 ore successive, tornando così in possesso di 21.000 €.
In seguito Cecconi dichiara di aver restituito la parte dei soldi mancanti, ma viene allontanato dal M5S a seguito dell'inchiesta.